# Leo Van Gheluwe

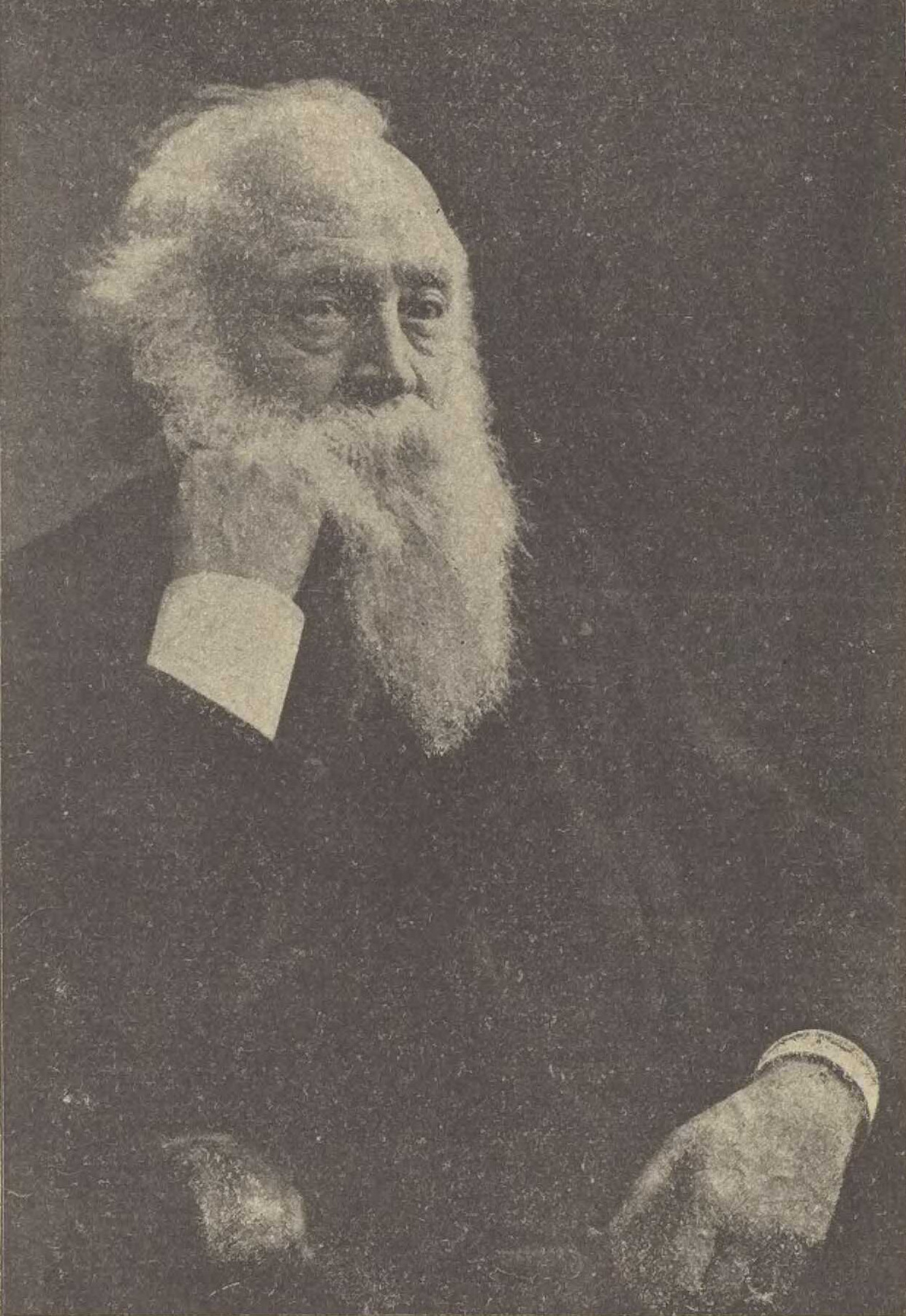
Leo Van Gheluwe

Leon (Leo) Van Gheluwe (Wannegem-Lede, 15 september 1837 - Gent, 20 juli 1914) was een Belgisch componist en conservatoriumdirecteur.

## Levensloop
Van Gheluwe was nog geen dertien toen hij al begon te componeren, nadat hij pianolessen had gekregen van de koster van Huise, Jan-Baptist Christiaens. In 1856 volgde hij lessen aan het conservatorium van Gent, onder meer bij Karel Miry, Jean Andries en François-Auguste Gevaert, en hij kaapte verschillende eerste prijzen weg. Hij nam driemaal deel aan de Romeprijs, maar verder dan een eervolle vermelding voor zijn cantate Paul et Virginie in 1863 en vier jaar later, in 1867, een tweede prijs voor zijn cantate Het Woud, geraakte hij niet. Aan het Gentse conservatorium werd hij repetitor en leraar notenleer, en verdiende bij als pianostemmer voor het atelier van Vitus Gevaert.
Met een beurs kon hij in 1867 door Italië en Duitsland reizen. In München maakte hij kennis met Richard Wagner, van wie hij een fervent bewonderaar werd.
In 1870 werd Van Gheluwe, terug in België, tot inspecteur van het muziekonderwijs benoemd. Nadat hij zich in 1871 vergeefs kandidaat had gesteld voor het directeurschap van het conservatorium in Gent, werd hij in 1872 in Brugge tot directeur van de muziekschool benoemd, in opvolging van Hendrik Waelput. Hij bleef directeur tot in 1900, toen leeftijd en hardhorigheid hem tot ontslag noopten.
In 1878 organiseerde hij in Brugge een nationaal muziekfestival dat een groot succes werd. Hij werkte hard aan de kwaliteitsverbetering, met als gevolg dat de muziekschool vanaf 1879 de naam 'conservatorium' mocht dragen. In 1895 stichtte hij de Conservatoriumconcerten, die na hem door Karel Mestdagh werden verdergezet.
Hij werd lid van de in 1894 gestichte kunstminnede vereniging Chat Noir.

## De componist
Enkele voorbeelden van composities door Van Gheluwe:
- Suite in fa voor hoorn en orkest (1883).
- Scherzo voor orkest.
- Adagio voor hoorn en harmonium.
- Ouverture in C voor groot orkest.
- Hymne à l'immortalité.
- Hij schreef acht Cantates, onder meer La Bataille des Eperons d'Or, Paul et Virginie, Van Eycks' Cantate.
- Liederen op teksten van Julius Vuylsteke, Albrecht Rodenbach, Julius Sabbe, Emmanuel Hiel.
- Hij schreef een kleine Vlaamse Opera, drie Missen, een Requiem en een Te Deum.

De oeuvrelijst van Leo Van Gheluwe is gepubliceerd door Bergmans.

## Publicaties
- Liedersolfège, opgedichten van Emmanuel Hiel, 1875.
- Kroniekjes in De Vlaamsche Gazet.

## De liberaal
Leo Van Gheluwe werd tot directeur van de muziekschool benoemd in 1872, onder het homogene liberaal stadsbestuur. Nadat in 1876 een homogeen katholiek bestuur aan de macht kwam, kon er eventueel herrie ontstaan. Maar dit gebeurde niet. Gedurende een kwarteeuw had Van Gheluwe een goede verstandhouding met de nieuwe stadsbestuurders.
Dit weerhield hem anderzijds niet zijn liberale opinie ten toon te spreiden. In 1872 was hij net op tijd in Brugge aangekomen om een van de stichters en bestuursleden te worden van de plaatselijke afdeling van het Willemsfonds. De nieuwe culturele organisatie leverde al onmiddellijk inspanningen om Van Gheluwe te steunen in zijn organisatie van muzikale activiteiten.
Zes jaar later was, vanuit het Willemsfonds, een volkse vereniging ontstaan, met activiteiten die minder elitair of cultureel waren en meer geschikt om oud-leerlingen uit de stadsscholen aan te trekken. Er werd ook een ziekenbond aan gekoppeld. De initiatiefnemers, onder wie Julius Sabbe en advocaat Joseph Herreboudt, gaven er de naam 'Van Gheluwes Genootschap' aan, duidelijk als eerbetuiging tegenover de conservatoriumdirecteur, die ondertussen een stedelijke personaliteit was geworden en wie de volksverheffing nauw aan het hart lag. De vereniging zou decennialang actief zijn, ook nadat Van Gheluwe Brugge had verlaten en na zijn overlijden.
De vriendschap van Van Gheluwe met Julius Sabbe en met Emmanuel Hiel heeft de indruk doen ontstaan dat hij misschien ook vrijmetselaar was. Er is echter geen aanwijzing dat dit inderdaad het geval was.

## Privé
Zijn geboorteakte van 16 september vermeldt Leo van Geluwe, zoon van kleermaker Petrus van Geluwe en Seraphine Corijn. Van Gheluwe trouwde op 3 april 1878 met de 23 jaar jongere Maria Simonis de Berlare (geboren in Gent op 17 april 1860 en overleden in Oudenaarde op 20 juni 1903). Ze was zijn leerlinge in Gent en volgde hem naar Brugge. In 1874 behaalde ze een eerste prijs voor piano. Bij de prijsuitreiking in 1876 werd een Fantasie voor piano en klein orkest uitgevoerd die zij had gecomponeerd. Ze was nauwelijks achttien toen ze trouwden.

## Eerbetoon
- Brugge heeft een Leo Van Gheluwestraat, gelegen tussen de Rustenburgstraat en de Wijnenburgstraat op de deelgemeente Sint-Pieters.
- De ziekenbond en volksbond die in 1878 werd opgericht in de schoot van de liberale zuil kreeg de naam Van Gheluwe's genootschap, in herinnering aan een van de actieve oprichters van deze bond, de muziekschool directeur Leo Van Gheluwe. Dit bleef de naam van het primaire liberaal ziekenfonds in Brugge en fungeerde als arbeidersvleugel van de lokale liberale partij.